# Sant Pau (barri de València)
Sant Pau és un barri de la ciutat de València que pertany al districte de Campanar, a l'extrem nord-oest de la ciutat.
Es tracta d'una antiga partida rural del poble de Campanar que l'any 1897 va entrar a formar part de la ciutat de València juntament amb el poble. En l'actualitat té una zona urbanitzada en les últimes dècades del segle XX i que és coneguda popularment com a "Nou Campanar".
Té una superfície total de 3,981 km² i una població l'any 2022 de 17.334 habitants.
Limita al sud amb els barris de Campanar i Nou Moles, a l'est amb Benicalap i Beniferri, al nord amb Benimàmet, i a l'oest amb els municipis de Paterna, Quart de Poblet i Mislata. Les vies que el delimiten aproximadament són l'avinguda del Mestre Rodrigo i l'avinguda de les Corts Valencianes per l'est, l'autovia CV-30 al nord, el vell llit del riu Túria al sud i el terme municipal de Paterna a l'oest.

## Nom
Pren el nom de Sant Pau pel desaparegut "Molí de Sant Pau" que estava ubicat a l'oest del nucli urbà de Campanar, junt a l'actual Hospital 9 d'Octubre al carrer de la Vall de la Ballestera. Aquest molí situat sobre el caixer principal de la séquia de Rascanya pagava els seus tributs al convent i col·legi jesuïta de Sant Pau, al carrer de Xàtiva de la ciutat de València.

## Història
La partida de Sant Pau s'ubicava i s'ubica al nord del vell llit del riu Túria, llera actualment inutilitzada pel desviament del riu pel sud de la ciutat amb les obres del Pla Sud inaugurades l'any 1972. El riu separava la partida dels termes municipals de Mislata i Quart de Poblet, i en ell es trobava l'assut des d'on naixia la séquia de Rascanya, assut sense ús des del desviament del riu, ja que la séquia ara agafa l'aigua des del nou Assut del Repartiment
El nord de la partida és travessat per la séquia de Tormos, i les seues aigües regaven la majoria d'horts del seu terreny, sobretot des de la "Fila de Campanar". A més Sant Pau era travessat pel mig per la séquia de Mestalla, de forma quasi paral·lela al carrer del Pare Barranc, completant així les tres séquies del nord de la ciutat: Rascanya, Mestalla i Tormos. Mestalla regava l'entorn de l'actual avinguda de les Corts Valencianes.
La pista d'Ademús no tenia l'entorn urbanitzat fins a les últimes dècades del segle XX quan es va iniciar el seu desenvolupament urbanístic. Es va construir l'avinguda del Mestre Rodrigo de forma paral·lela a la pista, i tot l'entorn va convertir-se en un entorn plenament urbà fins al límit marcat per l'avinguda del Mestre Rodrigo i per l'avinguda de Pío Baroja, que formarien part de l'actual "Ronda de Bulevards" de València: cap al sud connectarien amb la Ronda Sud de València i cap al nord amb la Ronda Nord de València.
Aquesta circumval·lació va transformar per complet el barri i van inicar-se nous barris a l'entorn de les avingudes. Exemple del desenvolupament va ser la fundació l'any 2002 de la Falla Nou Campanar, una de les comissions falleres més joves de la ciutat però amb major èxit als seus monuments fallers gràcies a l'elevat pressupost de què disposava pel promotor immobiliari Juan Armiñana. La creació d'aquesta poderosa comissió va fer popular el nom de "Nou Campanar" a tot el barri.
L'any 2008 es va inaugurar el Bioparc, parc zoològic de València, juntament amb el Parc de Capçalera al vell llit del riu Túria, actual Jardí del Túria. Aquest zoològic es troba al límit del terme de Mislata.

## Elements importants

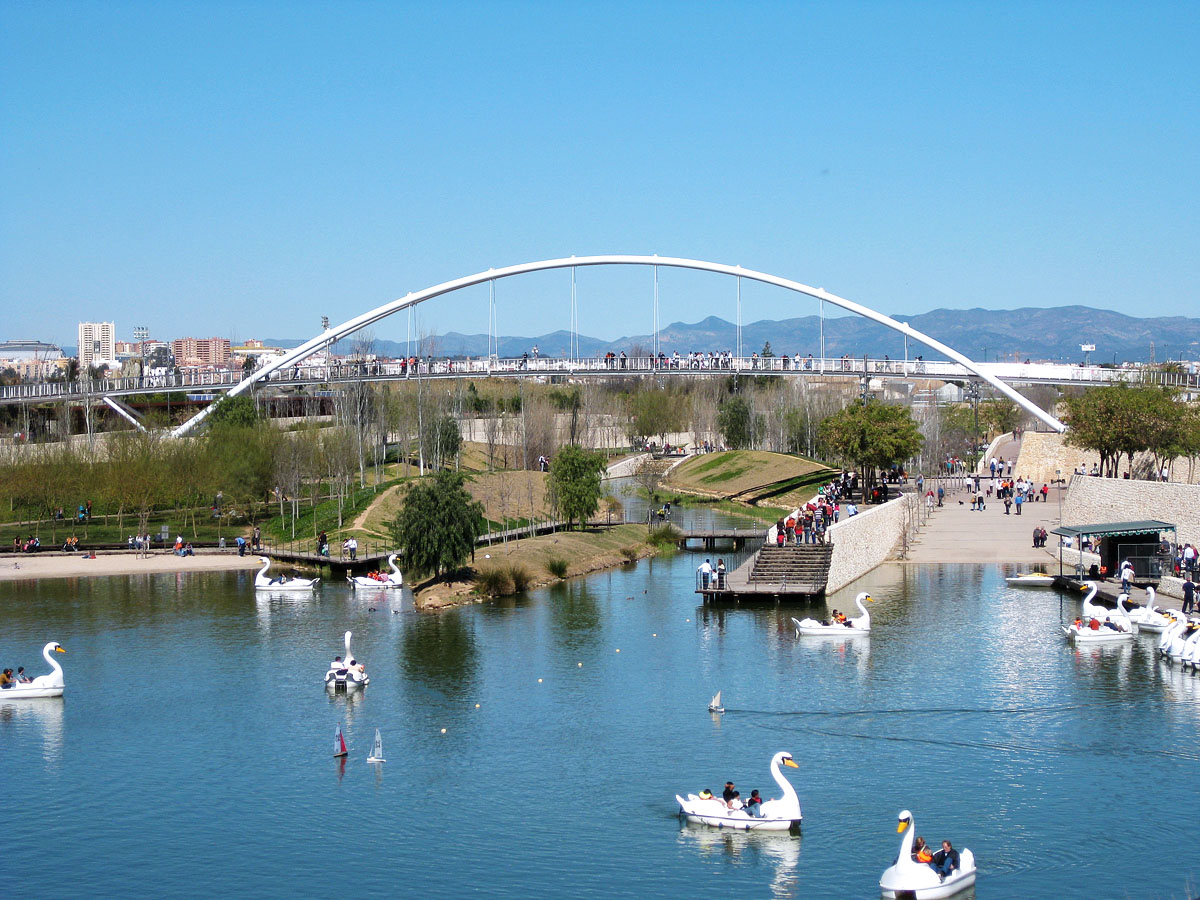
Parc de la Capçalera

Com a elements importants del barri podem destacar els jardins: de Jardí del Túria, el Parc de Capçalera i el Jardí de Polilfil (inspirat en El somni de Polifil) i popularment conegut com el Jardí de Beniferri.
El Bioparc és un dels principals recursos turístics de l'actual barri, i al barri de "Nou Campanar" es poden contemplar antigues alqueries protegides però engolides per l'expansió urbanística del barri, a més de la xicoteta Ermita del Santíssim Crist del Pouet.
El pont del Nou d'Octubre de l'arquitecte valencià Santiago Calatrava connecta el barri amb la Ronda Sud de València i l'avinguda del Cid, i està situat junt a un centre Carrefour. L'Hospital 9 d'Octubre es troba al carrer de la Vall de la Ballestera junt al fumeral de les restes de l'antic "Molí de Sant Pau" (que va donar el nom al barri). Aquest fumeral ara forma part d'un parc junt a l'hospital.
Un poc més al nord trobaríem la Falla Nou Campanar a l'encreuament dels carrers del Pediatra Jorge Comín i de la Serra Calderona, però el monument faller sols és visible durant les festes de les Falles, del 15 al 19 de març. El "Molí del Sol" era un vell molí sobre la séquia de Rascanya que en l'actualitat ha sigut habilitat com a comissaria de policia local. Aquesta policia vigila perquè els toxicòmans no tornen a apoderar-se de l'horta de Sant Pau (també "horta de Campanar") com a lloc fora de la ciutat per al tràfic d'estupefaents, com va passar a finals del segle xx.
Més al nord trobem el Cementeri de Campanar, més cases i alqueries, les Escoles de Sant Josep, i l'Hospital Arnau de Vilanova.
A més de tots aquests elements, el barri disposa d'un dels pocs llocs de la ciutat on encara es pot gaudir del paisatge tradicional de l'Horta de València, malgrat que siga envoltat de la ciutat urbanitzada i autovies.